# 顧芷筠

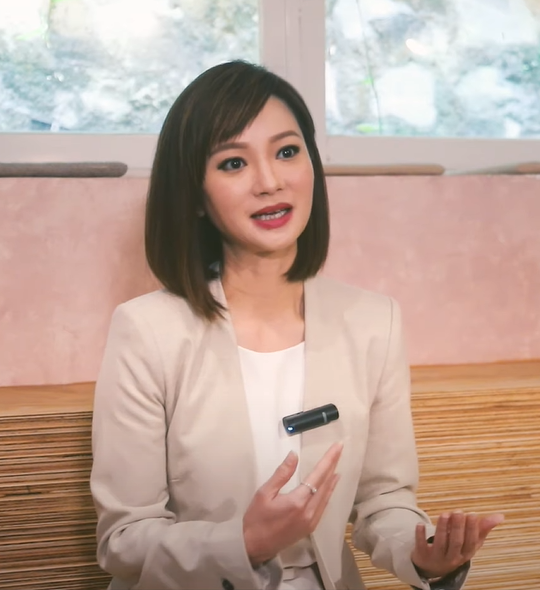

顧芷筠（英語：Debby Koo）（1981年—），香港資深新聞工作者，前亞洲電視及有線財經資訊台記者及主播，在2018年加盟香港無綫新聞財經組任助理財經主任、監製兼任翡翠台，無綫新聞台及無綫財經資訊台主播。但2020年3月突然宣佈離開無線。

## 簡歷
顧芷筠中學就讀於嘉諾撒聖心書院，2001年畢業並獲香港浸會大學取錄，2003年9月至2004年1月獲選為澳洲昆士蘭大學交換學生，2004年畢業於香港浸會大學傳理學院新聞學系。2005年加盟有線電視，參與著手改革財經資訊台。2018年獲邀加盟無綫新聞，為助理財經主任、監製及主播。主持翡翠台及無綫新聞台（交易現場、深港滬通等節目）、無綫財經·資訊台（智富360°、環球財經消息、收市大檢閱、十點無綫財經）等節目。

## 外部連結
- 顧芷筠的Facebook專頁
- 顧芷筠的Instagram帳戶